# کوترکا
کوترکا (به لهستانی:  Koterka) یک روستا در لهستان است که در گمینا میلنگک واقع شده‌است.